# بني عامر (الشرقية)
قرية بني عامر هي إحدى القرى التابعة لمركز الزقازيق في محافظة الشرقية في جمهورية مصر العربية. حسب إحصاءات سنة 2006، بلغ إجمالي السكان في بني عامر 18202 نسمة، منهم 9400 رجل و 8802 امرأة.

## تاريخ القرية
تعد قرية بني عامر من القرى القديمة، واسمها الأصلي «منية الدويب» حيث وردت بهذا الاسم في «قوانين ابن مماتي» وفي «تحفة الإرشاد» وأنها من أعمال الشرقية، كما وردت باسم «منية الذؤيب» في كتاب «التحفة السنية بأسماء البلاد المصرية» لابن الجيعان. وقد تغيّر اسم القرية عدة مرات فوردت باسم «بني مصطفى» في دفتر المقاطعات سنة 1079 هـ، ووردت في كتاب «تاج العروس» تحت اسم «تجريدة عامر». وفي العهد العثماني، سُميّت القرية باسم «بني عامر» نسبة إلى السيد عامر البطائحي الشريف الحسيني.